# Eva Brunner (Schauspielerin)
Eva Brunner (* 9. April 1966 in Friesach, Kärnten) ist eine österreichische Film- und Theaterschauspielerin.

## Leben
Eva Brunner erhielt ihre Ausbildung am Mozarteum Salzburg.
Engagements führten sie ans Theater Lübeck, ans Hans-Otto-Theater Potsdam, ans Stadttheater St. Gallen, ans Theater Konstanz. Als freischaffende spielt sie am Berliner Ensemble, Schauspiel Hannover, Staatstheater Saarbrücken, Kammertheater Karlsruhe und Theater Paderborn. Sie arbeitet mit Regisseurinnen und Regisseuren wie Dagmar Schlingmann, Manfred Karge, Ruedi Häusermann, Robert Hunger-Bühler, Jarg Pataki, Elmar Gehlen, Guido Huonder, Peter Schweiger, Katja Wolff, Irmgard Lange, Christina Rast, Christoph Diem, Leopold von Verschuer, Ingmar Otto, Katharina Kreuzhage, Malte Kreutzfeld. Seit 2016 ist Eva Brunner auch als Theaterregisseurin tätig.
Als Filmschauspielerin war sie unter anderem als Magdalena Schulz in Sobo Swobodniks Film Ab jetzt sind wir anders aus dem Jahr 2009 zu sehen.
Eva Brunner ist die Nichte der Schauspielerin Lore Brunner. Ihr Ehemann ist der Musiker Bo Wiget. Eva Brunner lebt in Berlin.

## Wichtige Theaterrollen
- Luise in „Kabale und Liebe“ von Fr. Schiller, Theater St. Gallen (1995)
- Irina in „Drei Schwestern“ von Anton Cechov, Theater St. Gallen (1996)
- Marianne in „Geschichten aus dem Wiener Wald“ von Ö. von Horváth, Theater St. Gallen(1997),
- Johanna in „Die Heilige Johanna der Schlachthöfe“ von Bertolt Brecht (1997), Theater St. Gallen
- Célimène und Arsinoé in „Der Menschenfeind“ von Molière (1998 und 2001), Theater St. Gallen / Theater Konstanz
- Pelagea Wlassowa in „Die Mutter“ von B. Brecht (2002), Theater Konstanz
- Medea in „Medea“ von Franz Grillparzer (2004), Theater Konstanz
- Verheiratete Frau in „Verheiratete Frau“ (UA) von Lothar Trolle, Theater Konstanz (2005)
- Martha in „Wer hat Angst vor Virginia Woolf“ von Edward Albee, Theater Konstanz/Staatstheater Saarbrücken (2006)
- Anna in "Schweyk im zweiten Weltkrieg" von Bertolt Brecht, Berliner Ensemble, (2008–2015)
- diverse Rollen in "Furcht und Elend des Dritten Reichs" von Bertolt Brecht, Berliner Ensemble, (2009–2016)
- Hausfrau in „Heisse Zeiten Wechseljahre“/ "Höchste Zeit" von Wolff/Gerlitz, Kammertheater Karlsruhe (2012 bis 2014)
- Soloprogramm „Leck Oarsch“ (seit 2015), Auftritte in Deutschland und Österreich
- Mutter Oberin in "Non(n)sens" von Goggin, Kammertheater Karlsruhe (2016/17)
- Violet in „Eine Familie“ von Tracy Letts, Staatstheater Saarbrücken (2016)
- Courage in „Mutter Courage“ von Bertolt Brecht, Theater Paderborn[2] (2017)

### Regie
- Spanisch für Anfängerinnen von Enrique Keil am Kammertheater Karlsruhe, 2017
- Wir sind mal kurz weg von Wolff/Gerlitz/Arentz am Kammertheater Karlsruhe, 2018